# Rhytiphora spinosa
Rhytiphora spinosa là một loài bọ cánh cứng trong họ Cerambycidae.